# Deelshurk
Deelshurk is een buurtschap  in de gemeente Valkenswaard in de Nederlandse provincie Noord-Brabant. Het ligt ten zuidwesten van de plaats Valkenswaard.
Dorpen: Borkel · Dommelen · Schaft · Valkenswaard

Buurtschappen: Achterste Brug · Deelshurk · De Kapel · Heuvel · Hoek · Hoeve · Keersop · Venbergen · Voorste Brug · Zeelberg

Noord-Brabant: Steden en dorpen      Nederland: Provincies · Gemeenten